# Sramatore
Sramare e deramare, sono termini comunemente utilizzati per indicare la rimozione selettiva di rame e cuproleghe da altri oggetti, anche per indicare specificatamente la pulizia delle canne delle armi e di altri loro componenti, quindi azioni atte alla rimozione di residui di cuproleghe che compongono  e/o rivestono i proiettili come ottone, bronzo e rame che si depositano durante lo sparo. Queste azioni solitamente possono avvenire sia meccanicamente che chimicamente o con entrambi i modi. Devono avvenire in modo controllato onde non danneggiare i materiali, le finiture e le caratteristiche della canna solitamente realizzata in acciaio (o anticamente materiali ferrosi), talvolta cromate all'interno. Prodotti chimici appositamente realizzati vengono comunemente chiamati "sramatori" e meno frequentemente "deramatori".  In genere tali prodotti commerciali agiscono selettivamente solo su cuproleghe, mentre ad esempio solitamente quasi non agiscono su piombo e leghe di piombo anch'essi comunemente usate per la produzione di proiettili, per questi vengono abitualmente impiegati prodotti chimici denominati "spiombatori". Talvolta vengono così chiamati anche attrezzi meccanici e loro accessori quando impiegati per tali specifici compiti.